# AfterShot Pro
AfterShot Pro — утилита для профессиональной обработки и управления фотографиями от компании Corel.
AfterShot включает в себя расширенный арсенал инструментов корректировки для управления фотографиями, позволяя детально настраивать фотоснимок без потери качества, а также имеет набор приложений для обработки формата Raw. Из основных возможностей программы можно выделить:
- Каталогизация.
- Обработка файлов в формате RAW.
- Простое управление всеми фотографиями в встроенном менеджере.
- Пакетная обработка.
- Расширенный поиск по атрибутам, тегам, ключевым словам, настройкам цифровой камеры и другим.
- Корректировка фото без потери качества.
- Работа в операционных системах Windows, Mac OS X и Linux.
- Поддержка стандартных и настраиваемых макетов шаблонов с последующим выводом на сайты или в альбомы.
- Печать.
- Настройка контрастности, резкости, насыщенности, стирание нежелательных оттенков и многое другое.
- Поддержка самых популярных графических форматов файлов.

Ранее утилита носила название Bibble, которую разрабатывала Bibble Labs, но после приобретения компанией Corel программа претерпела переименование. Плагины, созданные для Bibble, не поддерживаются в AfterShot Pro.